# Szekszárd
Szekszárd ([sɛksaːrd]ⓘ, en croata: Seksar) es una ciudad de Hungría y la capital del condado de Tolna. Es la capital de condado más pequeña de Hungría en población y la segunda más pequeña en área (después de Tatabánya).

## Ubicación
Szekszárd se encuentra en el punto de encuentro de las colinas del Transdanubio y la Gran Llanura Húngara.

## Historia
Szekszárd fue mencionada por primera vez en el año 1015. El monasterio benedictino de la ciudad fue fundado por el rey Béla I en 1061. Durante el reinado del rey Matías, Szekszárd fue la hacienda del obispo John, quien estuvo involucrado en una conspiración contra el rey. Debido a esto el rey Matías ordenó que el castillo de Szekszárd fuera demolido. En 1485, Szekszárd ya era una ciudad importante, pero durante la influencia turca en Hungría, la ciudad se tornó desértica y el monasterio fue destruido.

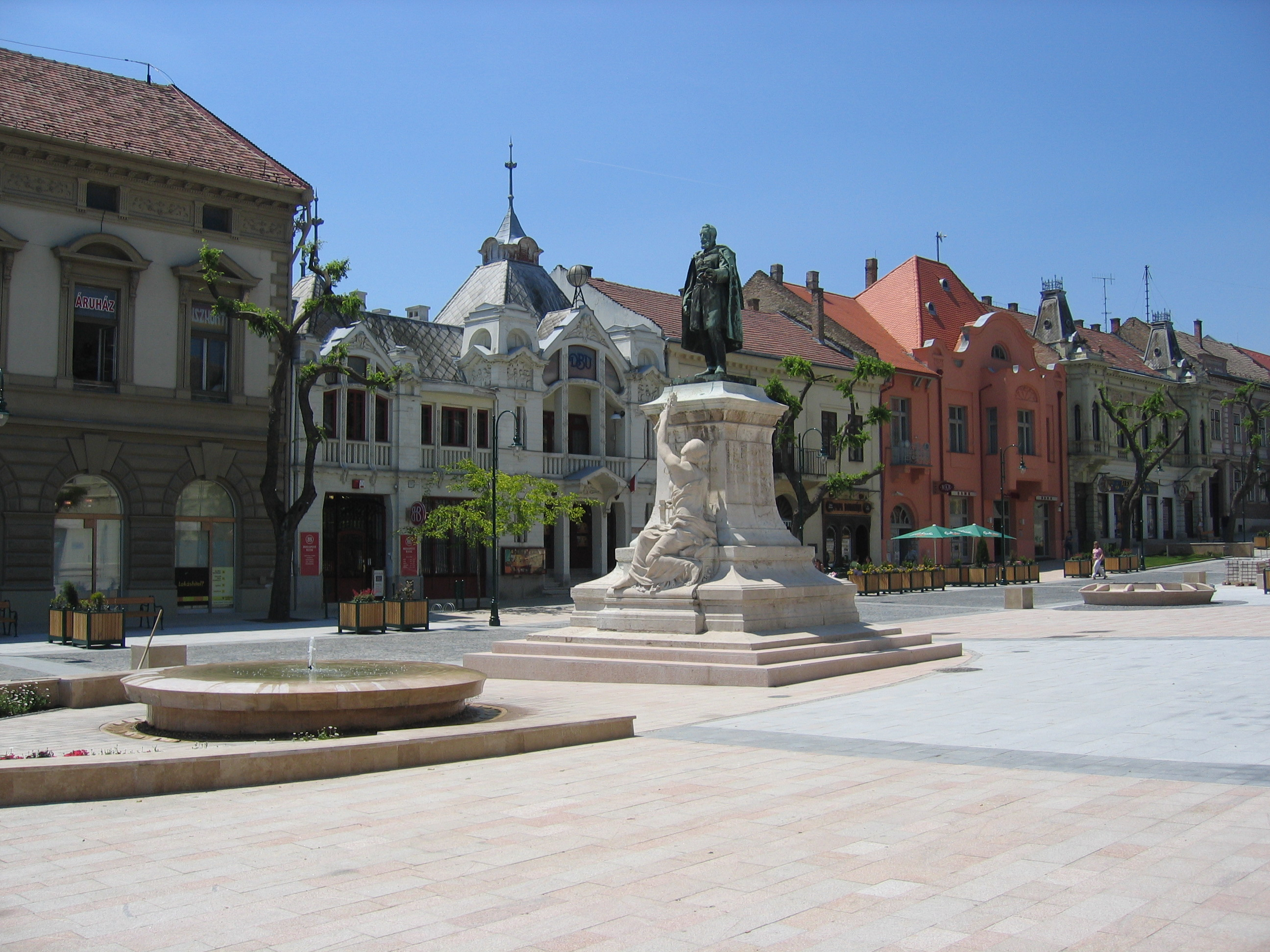
Centro de la ciudad

En el siglo XVIII, Szekszárd fue de nuevo una ciudad importante, se convirtió en la sede del condado, y tuvo un escudo de armas. La ciudad fue destruida por un incendio en 1794, pero no pudo detener el desarrollo de la ciudad. La mayoría de los edificios importantes - incluyendo la Cámara Municipal, la Sede del Condado y varias iglesias - fueron construidos durante el siglo XIX. En este momento Szekszárd ya tenía 14 000 habitantes.
Mihály Babits, un importante poeta húngaro, nació en Szekszárd.
En 1994, se le concedió a Szekszárd el rango de ciudad con los derechos de condado, de acuerdo con una nueva ley que afirma que todas las sedes de condado, son ciudades con derechos de condado (anteriormente, sólo a las ciudades con una población de más de 50 000 habitantes se le concedían los derechos de condado y Szekszárd fue una de las dos únicas sedes de condado en que había menos de 50 000 habitantes; la otra era Salgótarján).

## Lugares de interés

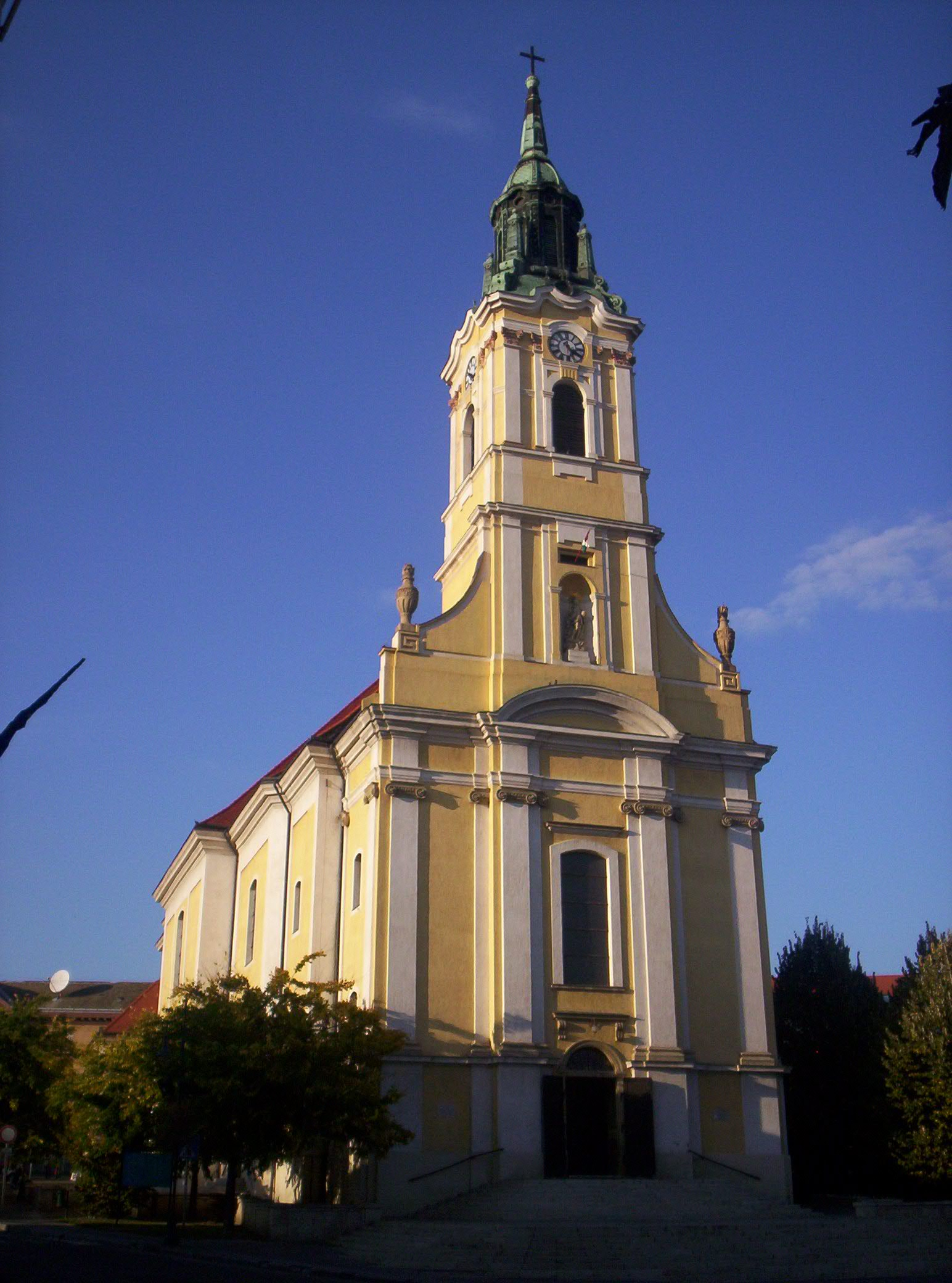
Iglesia

- Antiguo ayuntamiento (estilo neoclásico).
- Finca Augusz (Franz Liszt fue huésped aquí).
- Teatro Alemán.
- Lugar de nacimiento de Mihály Babits, museo.
- Ruinas del monasterio benedictino.
- Plaza y estatua de János Garay, poeta.

## Ciudades hermanadas
Szekszárd está hermanada con:
- Bečej (Serbia)
- Bezons (Francia)
- Bietigheim-Bissingen (Alemania)
- Făget (Rumania)
- Lugoj (Rumanía)
- Ravenna (Italia)
- Tornio (Finlandia)
- Waregem (Bélgica)